# Elizabeth Isidoro
Elizabeth da Graça Isidoro (Camacupa, Bié, Angola, 29 de Junho de 1952) é uma das figuras mais influentes no cenário empresarial de Angola. Fez parte da pioneira geração empresarial angolana que, na fase pós-colonial, criou os fundamentos objectivos para a transição efectiva do regime de economia planificada para o de mercado.
Fundadora principal do Grupo COSAL em 1982, lidera há mais de quatro décadas um dos maiores grupos privados do país, com atuação nos sectores automóvel, com a Hyundai Mercedes, Mitsubishi entre outros e no sector de Turismo. Primando pela qualidade com a Roça das Mangueiras, Pululukwa, Samba Hotel, Embarcadouro, Hotéis Terminus, e no sector financeiro.
Foi responsável por estabelecer uma das primeiras parcerias de relevo com a marca Hyundai em África, posicionando Angola como referência no sector.
Ao longo dos anos, diversificou os seus investimentos em várias empresas nacionais e internacionais. É mãe de três filhas — Andrea, Ivana e Ilya — que continuam a representar os valores de liderança e responsabilidade que sempre pautaram o seu percurso.
Conhecida neste meio pela argúcia das suas opções negociais e pela perseverança dos seus empreendimentos. O empreendedorismo é uma das qualidades que adquiriu do seu pai, exímio mecânico que, na condição de funcionário em regime temporário da Missão Geográfica de Angola, apaixonou-se pelas terras do planalto central e nelas fixou-se definitivamente, fundando aí a conhecida Auto-Reparadora de Camacupa. Enquanto, da sua mãe veio-lhe, fundamentalmente, o equilíbrio entre o discernimento e a fé.

## Carreira empresarial
Findo o confronto armado, regressou à cidade do Huambo, onde exerceu funções bancárias até 1980. Desde o termo destas funções e enquanto se preparava para assumir a sua carreira empresarial, passou a exercer funções de Chefe do Gabinete do Delegado Provincial do Comércio, Indústria e Hotelaria do Huambo. Assim, em 1982, apesar das incertezas resultantes do regime de economia centralizada e planificada, deixa a função pública, assumindo o desafio da vida empresarial privada, gerindo as suas participações na COSAL - Comércio e Serviços de Angola, Lda., que foi a sua inicial “cavalo de batalha”.
Nesta altura, enfrentou a penosa situação em que se encontrava a empresa, devido à intervenção e à ocupação administrativa de instalações vitais para o funcionamento dos escritórios e das oficinas. Porquanto, a empresa que anteriormente se dedicava, exclusivamente, à importação de veículos automóveis e máquinas para a agricultura da marca Fiat Moretti e Deutz-Fahr, respectivamente, não podia prosseguir este objecto, dado a actividade de importação, de um modo geral, constituir, à época, monopólio do Estado. Porém, mesmo nestas circunstâncias, convence as entidades públicas à atribuição de uma concessão de uma fatia deste negócio para o exercício de serviços de venda a retalho de peças sobressalentes.
No entanto, atenta à fragilidade da evolução da vida económica e empresarial nacional e no sentido de manter a tradição da COSAL, Elizabeth lança-se ao desafio, num quadro de agitadíssimos contornos económicos, aduaneiros e até de índole político, para obter a representação de uma marca de viaturas automóveis, culminando com a obtenção, por parte da COSAL, da concessão da marca Hyundai, facto que se deve ao seu desempenho pessoal e, em justiça, ao daqueles que, nos momentos cruciais, lhe emprestaram o saber devido. Este feito tornou-se, também, no mais valioso elemento de refundação da COSAL após a descaracterização sofrida como consequência do contexto político-económico da época. Formou, então, as bases para o relançamento e a estabilização da COSAL, tornando-a na maior exportadora da Hyundai em todo o continente africano.
Determinada a enfrentar a incerteza na economia nacional e empresarial, Elizabeth embarcou em uma missão complexa que envolvia questões económicas, aduaneiras e até políticas. Ela conseguiu a representação da marca Hyundai para a COSAL, graças ao seu desempenho pessoal e ao apoio de pessoas que desenvolveram significativamente nos momentos cruciais. Esse feito foi fundamental para a revitalização da COSAL, que havia perdido sua identidade devido ao contexto político-económico da época. Essa conquista se localizou como base para o ressurgimento e o crescimento estável da COSAL, tornando-a a maior exportadora da Hyundai em todo o continente africano.
Nesse contexto, Elizabeth distribuiu novas empresas e adquiriu participações em outras, atualmente detendo capital em empresas como a COSAL – Comércio e Serviços de Angola, Lda. (Hyundai / Castrol), COMAUTO – Comércio de Automóveis, Lda. (Mercedes-Benz / Mitsubishi / Fuso), ASIAFRICA Comercial, Lda. (Hyundai Construction Equipment / Subaru / Isuzu), COSAL Parts, Lda., COSAL Máquinas, Lda., COSAL Imo, Lda., LUSOLANDA, SA (Suzuki / Yamaha), TECOMAT, Lda., STATUS, Lda., Clube Funtravel, Lda., Roça das Mangueiras, Lda. e La Rochelle – Namíbia. Nestas empresas, ela desempenha funções de alto nível ou, quando apropriada, exerce influência significativa nas decisões estratégicas.

## Prémios e condecorações
- 1992/1997 – Prémio de Reconhecimento Excepcional pela Hyundai

- 2007 – Prémio de Excelência pelo Crescimento do Mercado Nacional

- 2009 – Prémio de Excelência em Vendas pela Hyundai

- 2011 – Prémio de Excelência pelo Crescimento de Mercado

- 2013 – Prémio de Melhores Vendedores de África

- 2022 - Setembro Hyundai 30 years partnership

- 2025 - Comauto conquista o 3.º lugar de África Central com o Prémio Elite Class - CSP Performance da Mercedes-Benz Trucks.

- 2025 – Condecorada pelo Presidente da Republica de Angola, nas celebrações dos 50 anos da Independência pela sua trajetória como empresária.[5]